# Cassida schawalleri
Cassida schawalleri es un coleóptero de la familia Chrysomelidae.
Fue descrita científicamente en 1990 por Medvedev.